# Real-Time-Scheduler
Ein Real-Time-Scheduler (RTS) ist ein Steuerprogramm bzw. der Prozess-Scheduler eines Echtzeitbetriebssystems.
Ein RTS ist zu unterscheiden von Schedulern, die lediglich Echtzeit-Elemente anbieten, aber keine harte Echtzeit garantieren können. Dies trifft gewöhnlich auf in Desktopsystemen verwendete Prozess-Scheduler zu.